# Fót hátán fót, egy üngöm vót
A Fót hátán fót, egy üngöm vót egy kevéssé ismert Somogy vármegyei magyar népdal. Dávid Gyula és Kodály Zoltán gyűjtötte Karádon 1938. április 13-án.

## Kottája és dallama
| Vággyuk el Zsuzsi péntölit, Vargyuk meg gatyának felét! Ő sem kicsi, nincs már ölben, Hogyan legyen fél péntőben? | Istókom, Istókom, szedd össze cókmókom! Úgy mehetünk elkéretni, hogyha tisztát tudsz rá venni. |

A pendely (tájszólással: péntöl) a nők szoknyaszerű alsóneműje volt.

## Felvételek
- Baross Gábor, Vass Lajos: Szép a páva 25 magyar népdal énekhangra zongorakísérettel (Zeneműkiadó, 1970)